# Muraltia origanoides
Muraltia origanoides là một loài thực vật có hoa trong họ Polygalaceae. Loài này được PRESL mô tả khoa học đầu tiên.